# Especiales Pirry
Especiales Pirry (anteriormente conocido como El mundo según Pirry) fue un programa de opinión presentado por Guillermo Arturo Prieto La Rotta, en el que se hacían documentales sobre diversos temas.
La mayoría de documentales fueron realizados en Colombia, pero se hicieron muchos en el exterior gracias a las expediciones que patrocinó una importante marca de dulces.

## Premios y nominaciones

### Premios India Catalina
| Año  | Categoría                                     | Capítulo                                      | Resultado | Ref.  |
| ---- | --------------------------------------------- | --------------------------------------------- | --------- | ----- |
| 2003 | Mejor programa periodístico y/o de opinión    | –                                             | Nominado  | [ 1 ] |
| 2004 | Mejor programa periodístico y/o de opinión    | –                                             | Nominado  | [ 2 ] |
| 2008 | Mejor programa periodístico y/o de opinión    | Fantasmas en la ciudad de piedra.             | Ganador   | [ 3 ] |
| 2010 | Mejor programa periodístico y/o de opinión    | Vivir y morir en Cazucá.                      | Nominado  |       |
| 2011 | Mejor programa periodístico y/o de opinión    | La historia de un pacto que ya no es secreto. | Nominado  | [ 4 ] |
| 2012 | Mejor programa periodístico y/o de opinión    | Becerro.                                      | Nominado  | [ 5 ] |
| 2012 | Mejor programa periodístico y/o de opinión    | Uroxicidio.                                   | Nominado  | [ 5 ] |
| 2013 | Mejor programa periodístico y/o de opinión    | –                                             | Ganador   | [ 6 ] |
| 2014 | Mejor programa periodístico y/o de opinión    | –                                             | Ganador   | [ 7 ] |
| 2015 | Mejor producción periodística para televisión | –                                             | Nominado  | [ 8 ] |